# Рюминьи (Арденны)
Рюминьи́ (фр. Rumigny) — коммуна во Франции, находится в регионе Шампань — Арденны. Департамент — Арденны. Административный центр кантона Рюминьи. Округ коммуны — Шарлевиль-Мезьер.
Код INSEE коммуны — 08373.
Коммуна расположена приблизительно в 175 км к северо-востоку от Парижа, в 95 км севернее Шалон-ан-Шампани, в 33 км к западу от Шарлевиль-Мезьера.

## Население
Население коммуны на 2008 год составляло 377 человек.
| 1962 | 1968 | 1975 | 1982 | 1990 | 1999 | 2008 |
| ---- | ---- | ---- | ---- | ---- | ---- | ---- |
| 503  | 522  | 472  | 440  | 378  | 368  | 377  |

## Экономика
В 2007 году среди 213 человек в трудоспособном возрасте (15—64 лет) 139 были экономически активными, 74 — неактивными (показатель активности — 65,3 %, в 1999 году было 61,4 %). Из 139 активных работали 117 человек (81 мужчина и 36 женщин), безработных было 22 (13 мужчин и 9 женщин). Среди 74 неактивных 14 человек были учениками или студентами, 25 — пенсионерами, 35 были неактивными по другим причинам.

## Достопримечательности
- Церковь Сен-Сюльпис (XV век). Исторический памятник с 1926 года.[3]
- Замок Ла-Кур-де-Пре[фр.] (XVI век). Исторический памятник с 1926 года.[4]

## Фотогалерея

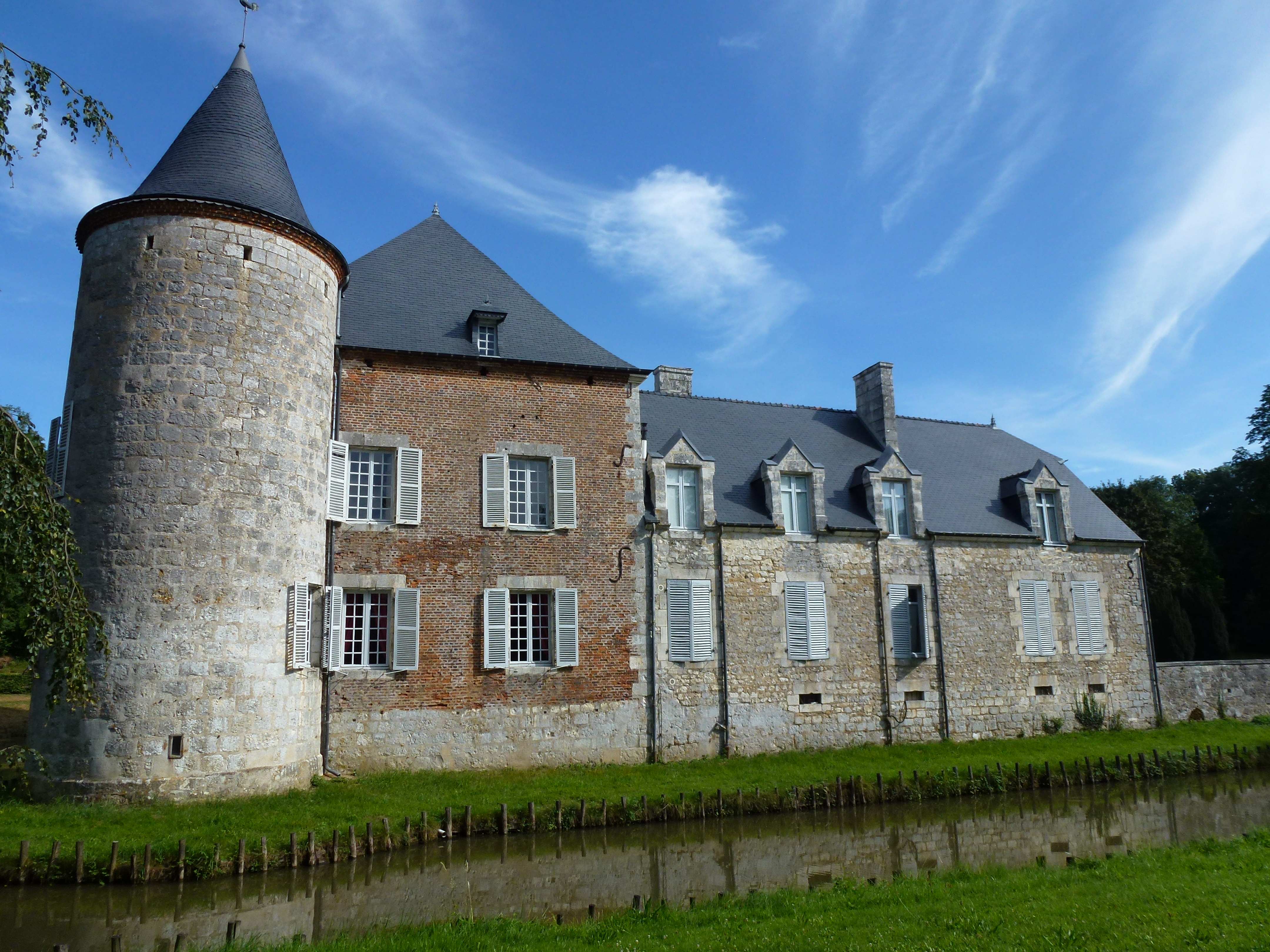
Замок Ла-Кур-де-Пре
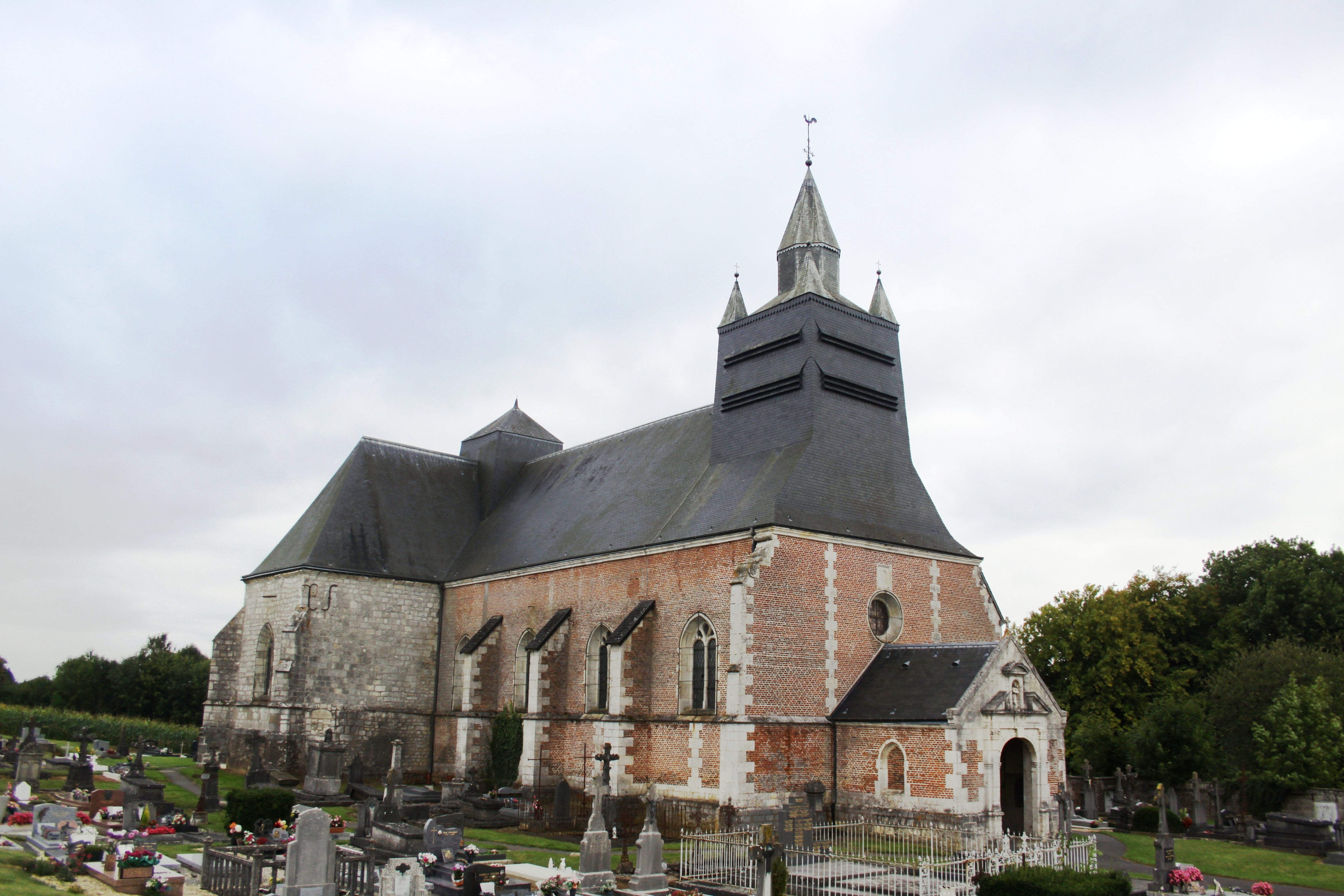
Церковь Сен-Сюльпис
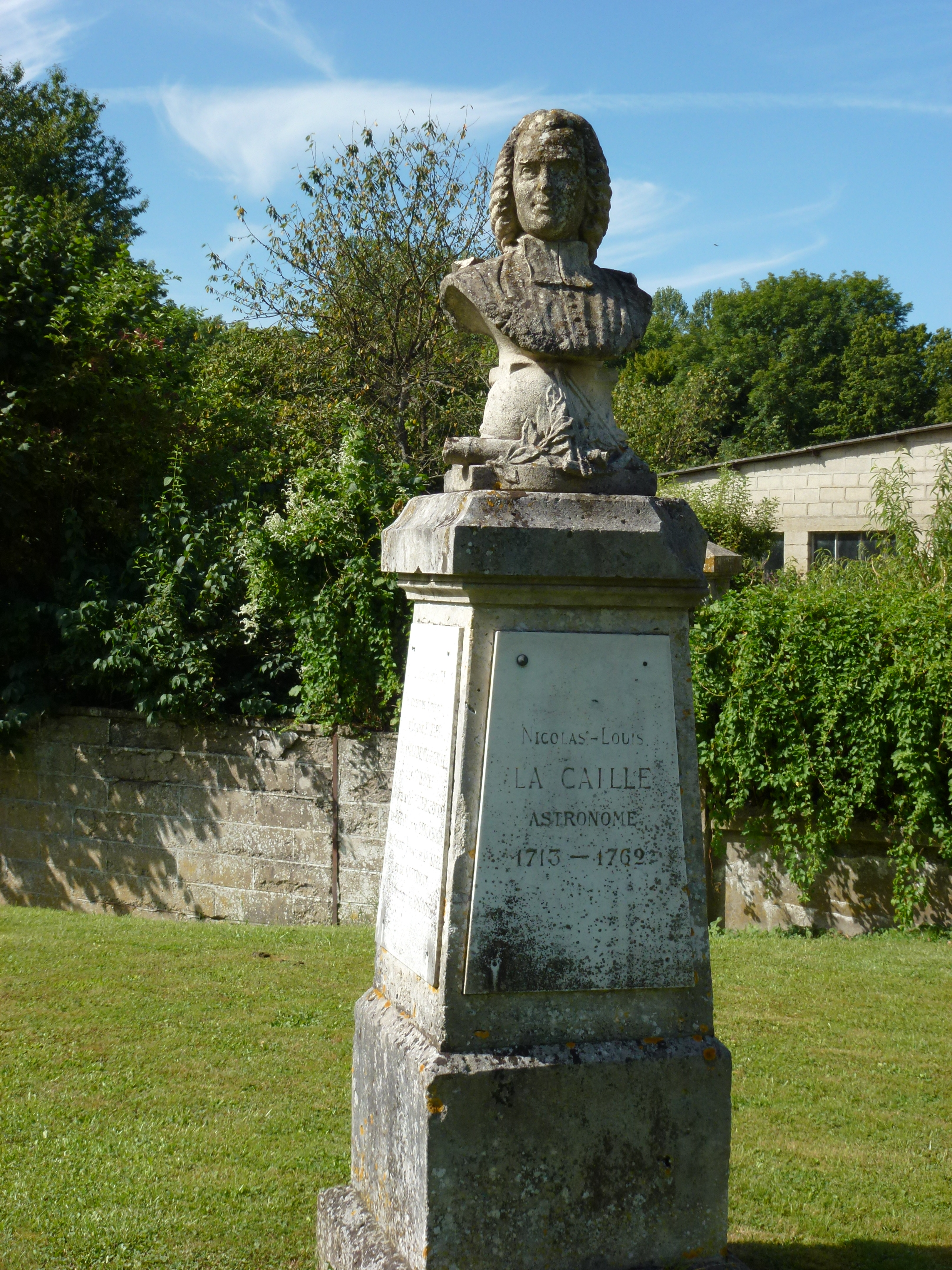
Памятник астроному Никола Луи де Лакайлю
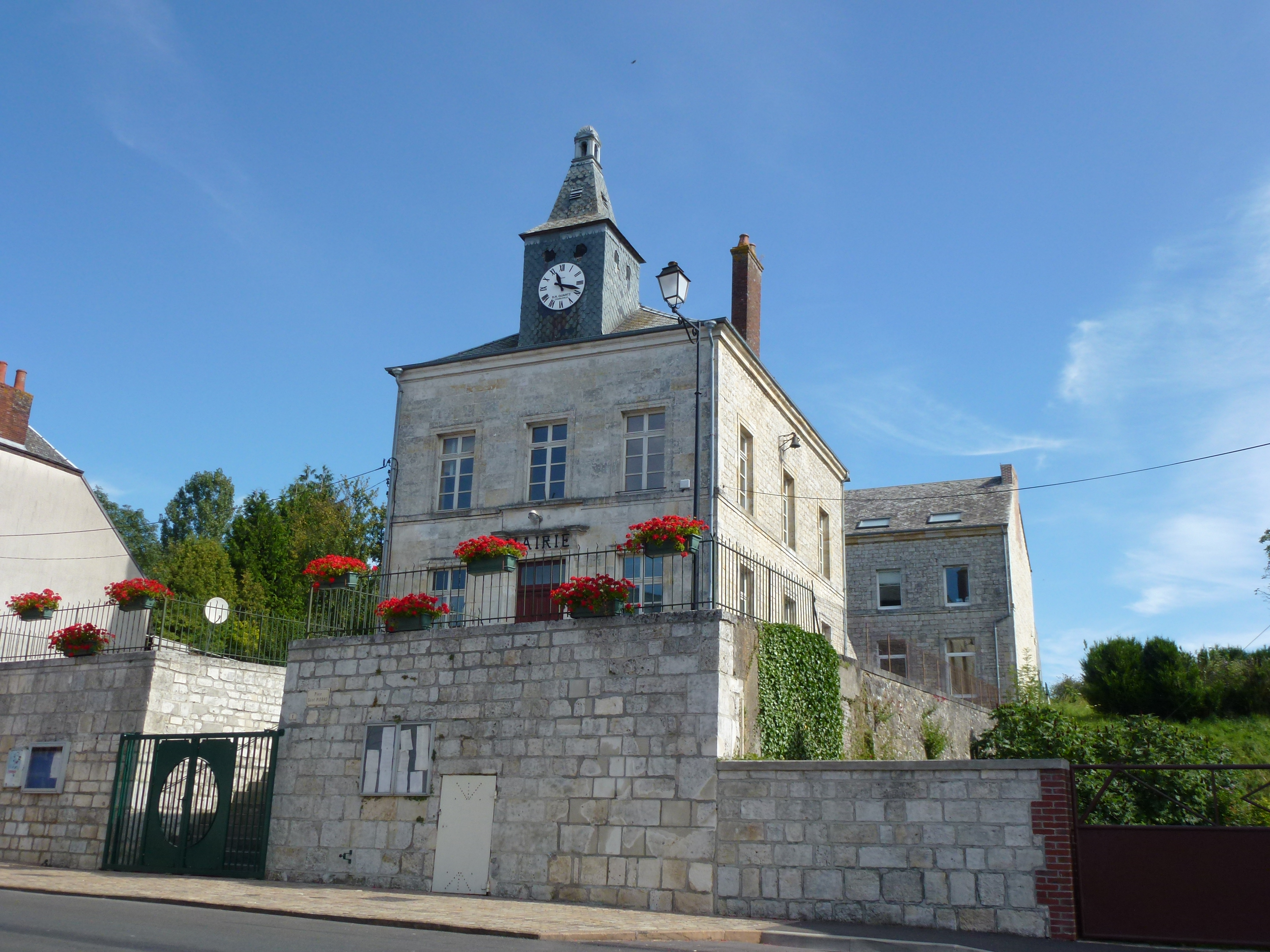
Мэрия